# John Marsden
John Marsden (Melbourne, 27 settembre 1950 – Romsey, 18 dicembre 2024) è stato uno scrittore e insegnante australiano.

## Biografia
Nacque a Melbourne nello stato di Victoria, Australia, e visse i suoi primi anni a Kyneton, Victoria, Devonport, Tasmania e Sydney.
A 28 anni dopo aver avuto diverse esperienze lavorative iniziò a insegnare.
Durante il suo lavoro da insegnante iniziò a scrivere per bambini e completò il suo primo libro So Much to Tell You (pubblicato nel 1987).
Da allora scrisse 40 libri, vendendo oltre 5 milioni di copie a livello mondiale.
Nel 2006 divenne preside rallentando la sua attività di scrittore per dedicarsi all'insegnamento.
Studiò alla Sidney University, dove conseguì una doppia laurea in legge e arte. Completò l'università nonostante fosse confuso su quello che realmente volesse fare. 
Durante questo periodo dovette lottare con un senso di alienazione e solitudine derivato da contrasti familiari, esperienze educative e semplicemente disprezzando la legge si lasciò andare.
Dopo aver lasciato l'università, Marsden cadde in depressione, attribuendo l'origine di questa condizione in parte alla sua inabilità a trovare un lavoro adatto a lui. In quello stato arrivò perfino a formulare pensieri suicidi.
Marsden iniziò quindi a consultare degli psichiatri. Uno di questi decise di farlo ricoverare presso un ospedale psichiatrico con la diagnosi di depressione.
Marsden riconobbe la sua permanenza nell'ospedale psichiatrico come un importante periodo della sua vita.
“In realtà è stato molto, molto d'aiuto, molto costruttivo e molto utile. Perché ho iniziato ad imparare molto sulle emozioni, le relazioni e la comunicazione e il modo in cui realmente il mondo funziona, mentre fino al 1950, specialmente nella scuola, si desse enfasi alle maniere e alle apparenze e questo sembrasse più importante della realtà. Da allora, ho diffidato dalle apparenze. Sono stato molto più interessato alla realtà, superando quella maschera o quella bella patinatura e cercando di tirare fuori quello che veramente avevo dentro”
Dopo la sua permanenza in ospedale Marsden continuò a svolgere diversi lavori.
In seguito a questo periodo di sbandamento, nel 1978 decise di provare la carriera dell'insegnamento, accorgendosi che questa fosse da sempre la carriera a lui più congeniale.
Pur lavorando alla prestigiosa Geelong Grammar School, Marsden prese la decisione di scrivere per gli adolescenti, seguendo la sua insoddisfazione per gli studenti apatici verso la lettura o l'osservazione che i ragazzi, più semplicemente, non leggessero affatto.
Così scrisse So Much To tell You in sole 3 settimane e il libro fu pubblicato nel 1987. Il libro fu molto apprezzato dai giovani, vendendo un gran numero di copie e vincendo numerosi premi.

## The tomorrow series
Prima della pubblicazione di Tomorrow series e in seguito alla pubblicazione di So Much to tell you, Marsden sentì che la sua vita stesse decollando, infatti nei successivi 5 anni pubblicò altri 5 libri, nonostante lavorasse a tempo pieno come insegnante.
Il libro di Marsden che raggiunse il più alto risultato di vendita fu “Tomorrow when the war Began”, che arrivò a contare dai 2 ai 3 milioni di copie in tutto il mondo ed portato alla ristampa 26 volte, solo in Australia. Nel 2000 il governo svedese pagò per distribuire il libro a tutti i ragazzi e poi fu selezionato come il libro più adatto a stimolare la lettura e far divertire i giovani.
Marsden continuò a scrivere sette libri per Tomorrow Series, insieme ad una successiva trilogia, “The Ellie Chronicles”, nonostante la sua iniziale intenzione che tutta la serie consistesse in una trilogia.

## Temi
I primi lavori di Marsden furono in gran parte romanzi, volti ad un pubblico di adolescenti o giovani adulti. La sessualità, la violenza nella società, la sopravvivenza alla scuola e alla rigidità del mondo, nonché i conflitti con le autorità delle figure adulte furono i principali temi trattati nei lavori di Marsden.
Inoltre, egli dichiarò anche il desiderio di scrivere riguardo “cose che sono sempre state molto importanti per l'umanità, come l'amore, tanto per iniziare. E l'assenza dell'amore. I modi in cui le persone si relazionano tra loro. I modi in cui la gente risolve i problemi, il coraggio, la spiritualità. L'animo umano”.

## Premi e riconoscimenti
A livello internazionale ricevette due nomine fra i “Best Book of the Year” dall'American Library Association e una nomina da Publishers Weekly (USA), concorse per il titolo di Dutch Children's Book of the Year e incluso nella lista per il German Young Readers' Award, vinse il Grand Jury Prize come lo scrittore più popolare in Austria per adolescenti e vinse l'agognato Buxtehuder Bulle in Germania.
Nonostante il suo numero di premi, Marsden dichiarò di non prestare attenzione alle premiazioni (con l'unica eccezione del Lloyd O'Neil Award e The Melbourne Prize for Literature)
Nel 1996 i libri di Marsden si piazzarono alle prime sei posizioni nella lista dei migliori bestseller per ragazzi in Australia e nel 1996 fu nominato come l'autore più popolare in Australia in ogni campo letterario dal The Australian newspaper.
Nel 1997 i lettori australiano votarono 3 dei suoi libri nella classifica dei 100 libri più amati di tutti i tempi in Australia.